# Kirchwerder
Kirchwerder (en baix alemany Karkwarder) és un nucli del districte de Bergedorf de l'estat d'Hamburg a Alemanya. El 2009 tenia 8669 habitants en una superfície de 32,4 km². És el nucli més meridional de la ciutat.

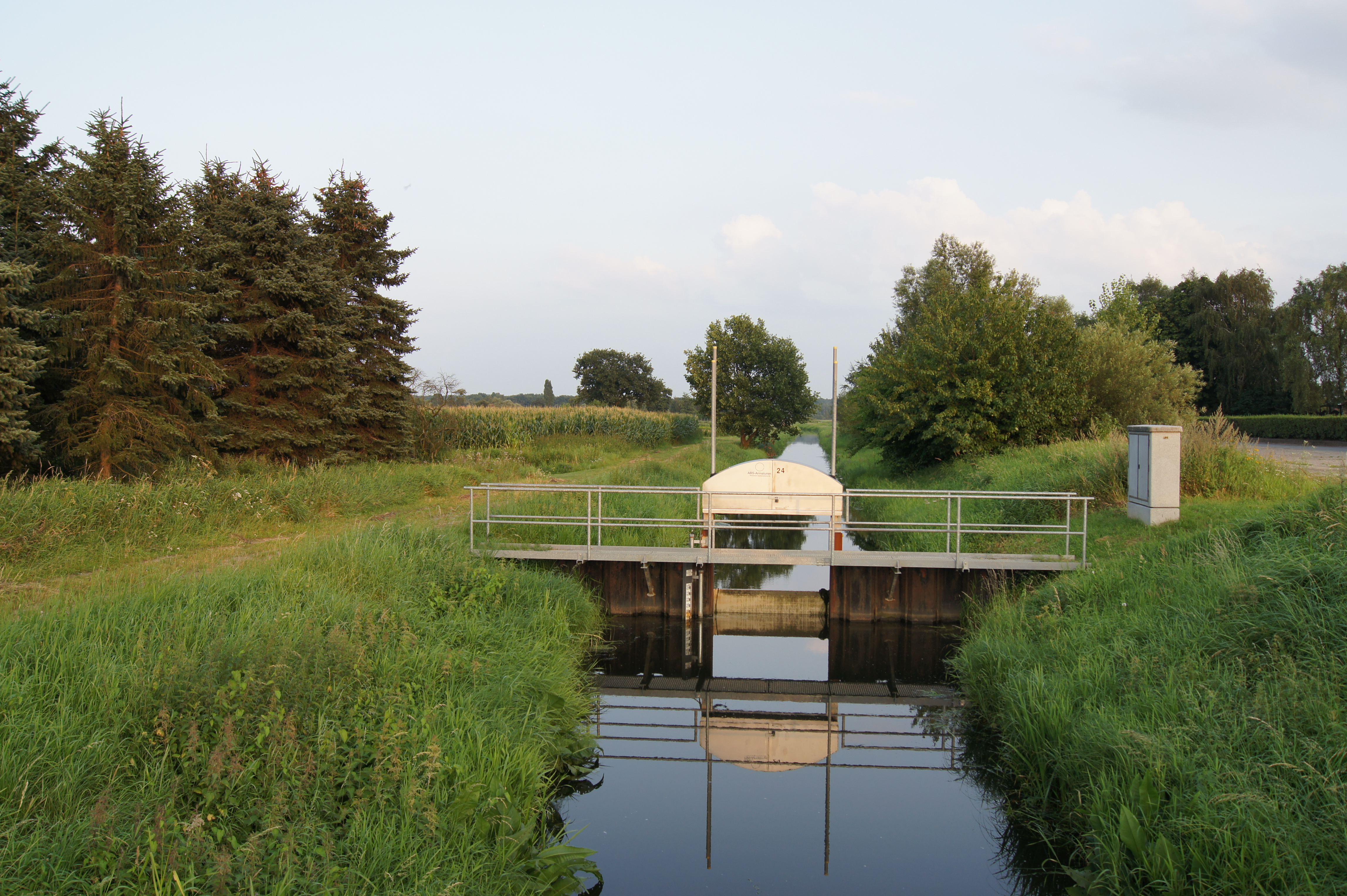
Resclosa de desguàs al Südlicher Kirchwerder Sammelgraben

Kirchwerder és una illa fluvial formada per Elba, Gose Elbe i un priel quasi desaparegut, del qual només queda un estany salabròs, el Sandbrack.

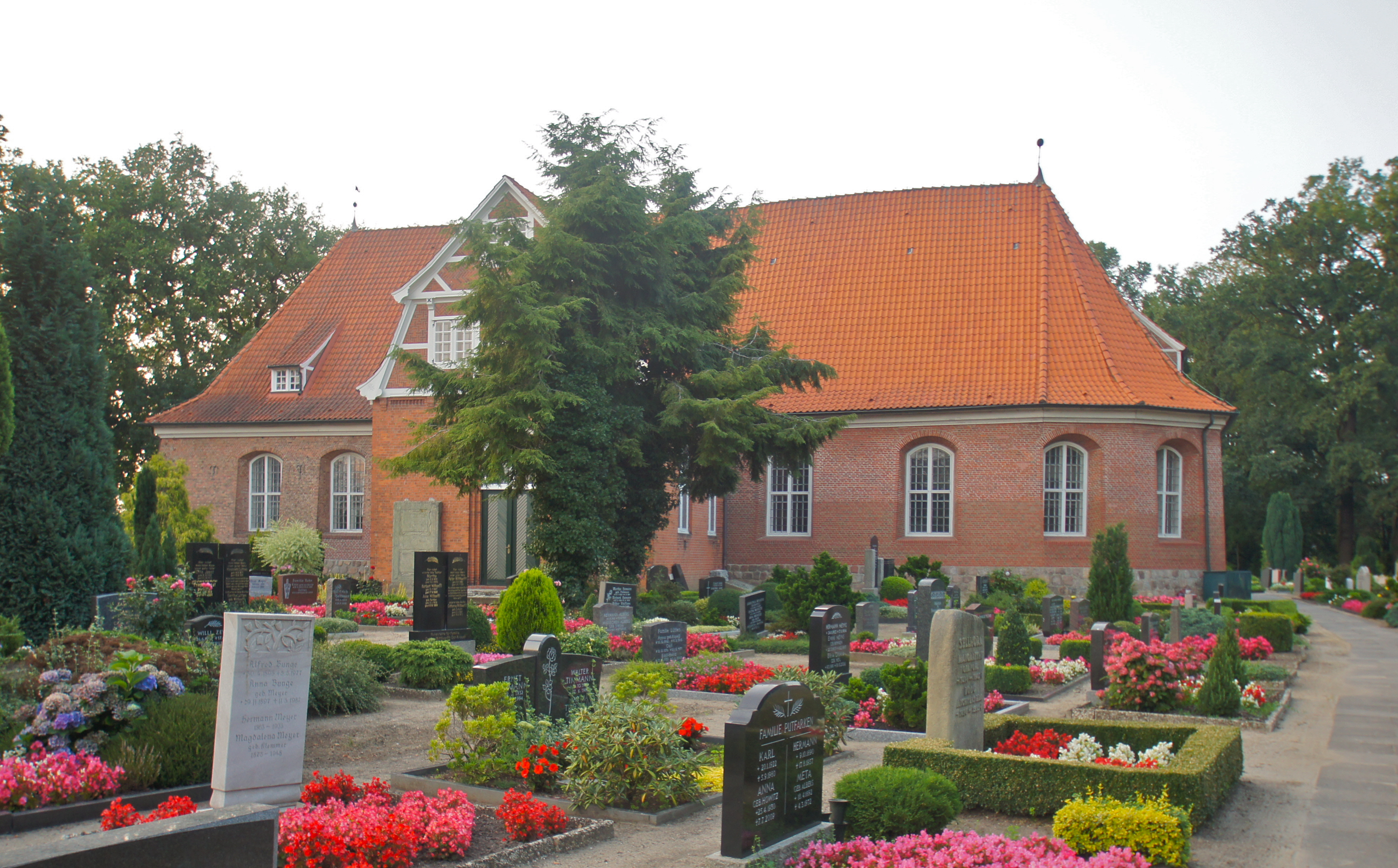
L'església que va donar el seu nom al poble

L'Elba fa la frontera amb els municipis de Stelle i Winsen de l'estat de Baixa Saxònia. Una llarga xarxa de wetterns desguassa el poble: els Nördlicher i el Südlicher Kirchwerder Sammelgraben en formen l'eix dorsal d'oest a est.
A l'inici el lloc es deia Remerswerder. El primer esment escrit Kerkwerder data del 1217. La construcció de dics per a protegir l'illa i el desguàs dels pòlders fèrtils van començar aviat a l'edat mitjana, com que el lloc tenia una posició estratègica per la seva connexió amb bac cap a l'antic ducat de  Braunschweig-Lüneburg, que fins avui - només a l'estiu - connecta el lloc dit Zollenspieker o Tollenspiecker amb el port d'Hoopte a la Baixa Saxònia. Hi havia un castell medieval, d'un cert senyor de Ribe, el Riepenburg que l'aliança d'Hamburg i de Lübeck van conquerir l'illa el 1420. Entre 1506 i 1512 va ser desmantellat per a raons desconegudes.

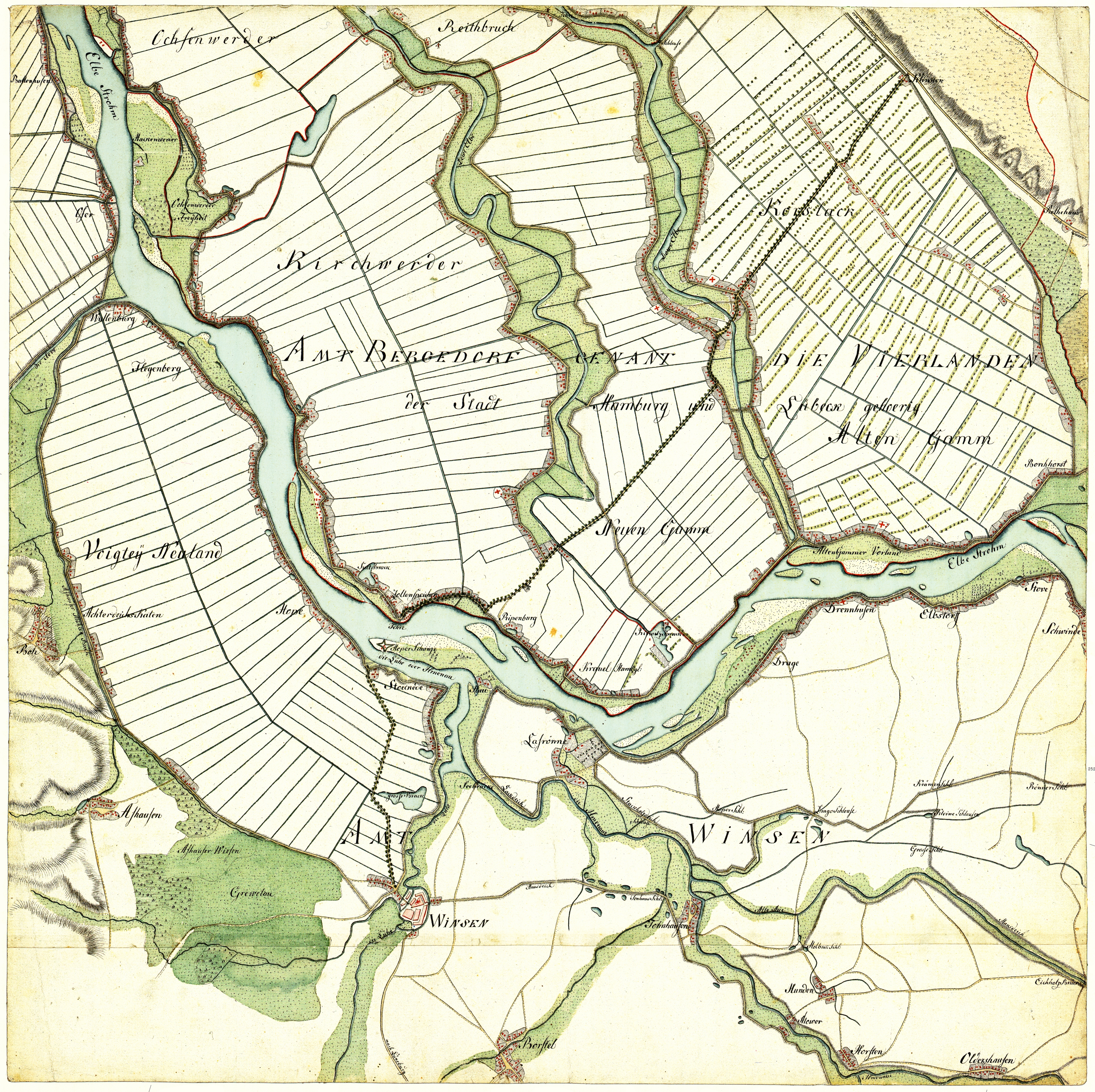
Mapa realitzat sota Gustav Adolf de Varendorf entre 1789 i 1796

 Junt amb les illes veïnes dels Vierlande, Neuengamme, Altengamme i Curslack forma l'hort d'Hamburg. Com que la major part del territori, tret d'uns petits enclavaments prussians, era de 1420 a 1867 un condomini d'Hamburg i de Lübeck, els seus horticultors no havien de pagar aranzels, contràriament als seus col·legues de l'Alte Land quan venien les seves collites als mercats d'Hamburg. Per la Llei de l'àrea metropolitana d'Hamburg, Prússia va haver de cedir els seus enclavaments a Hamburg.
Els primers dics i una xarxa densa de canals de desguàs van construir-se entre 1150 i 1250. De segle a segle i d'inundació a inundació alçar i enfortir els dics. El darrer alçament major va fer-se després de les inundacions de 1962.
Fins a la construcció del ferrocarril Marschbahn el 1912, el transport es feia per barcasses via el riu Dove Elbe cap a Hamburg. La línia ferroviària va ser tancada per al trànsit comercial el 1953. Avui serveix de camí per a ciclistes i vianants. Només el seu traçat típic de ferrocarril i uns edificis recorden l'existència d'aquest carrilet.

## Llocs d'interès
- L'església de  Severí
- El barri i el cafè a l'entorn de l'atracador del transbordador al Zollenspieker.
- Els senders per a vianants lents
- Els parcs naturals del Kirchwerder Wiesen i Zollenspieker
- La piscina oberta al llac Hohendeicher See
- Les restes del castell de Riepenburg
- El molí de Riepenburg, el més gran d'Hamburg
- La masia Eggers in die Ohe (segle xvi) (privada), però amb activitats recurrents obertes al públic

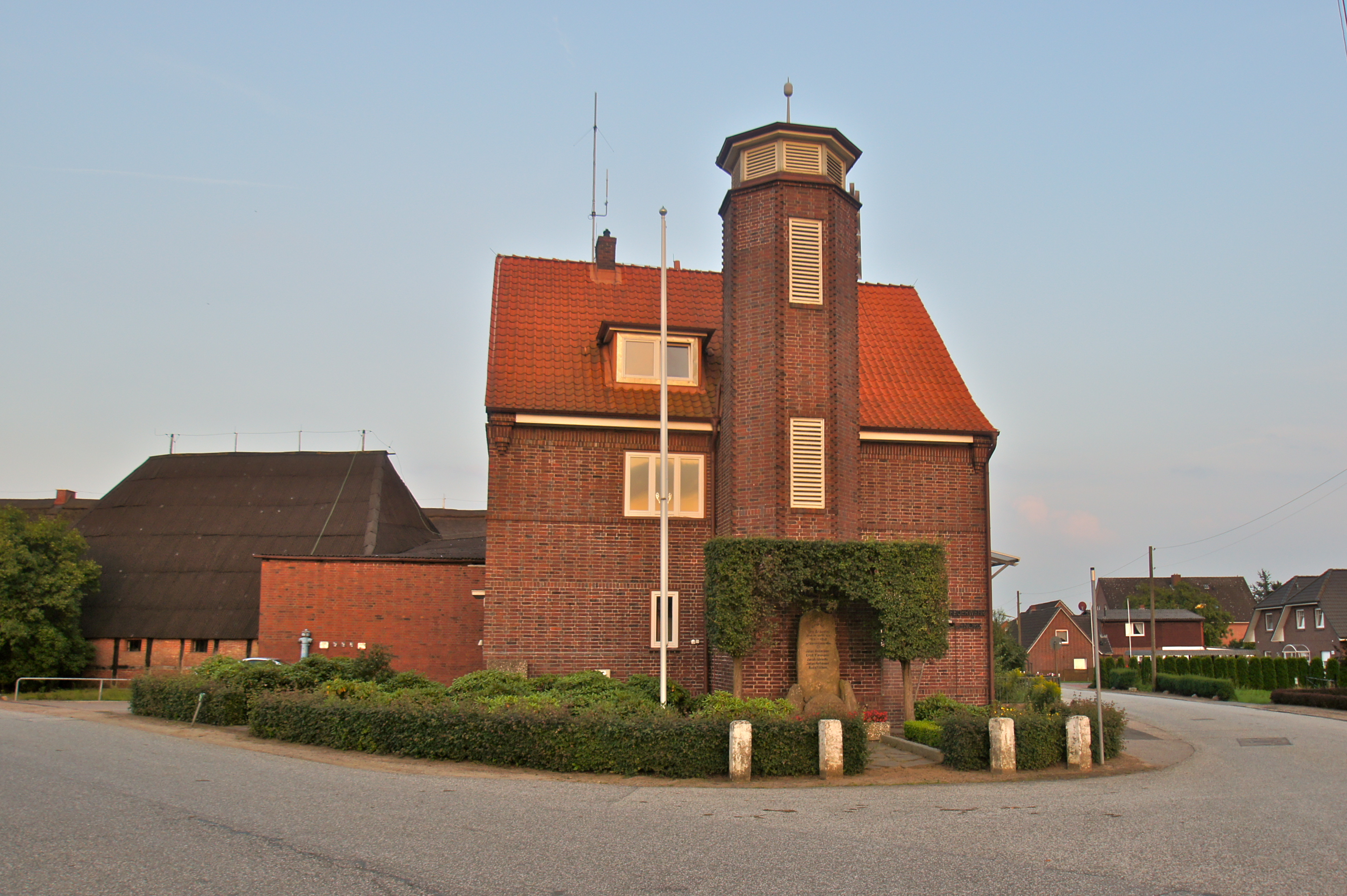
Quarter dels bombers voluntaris
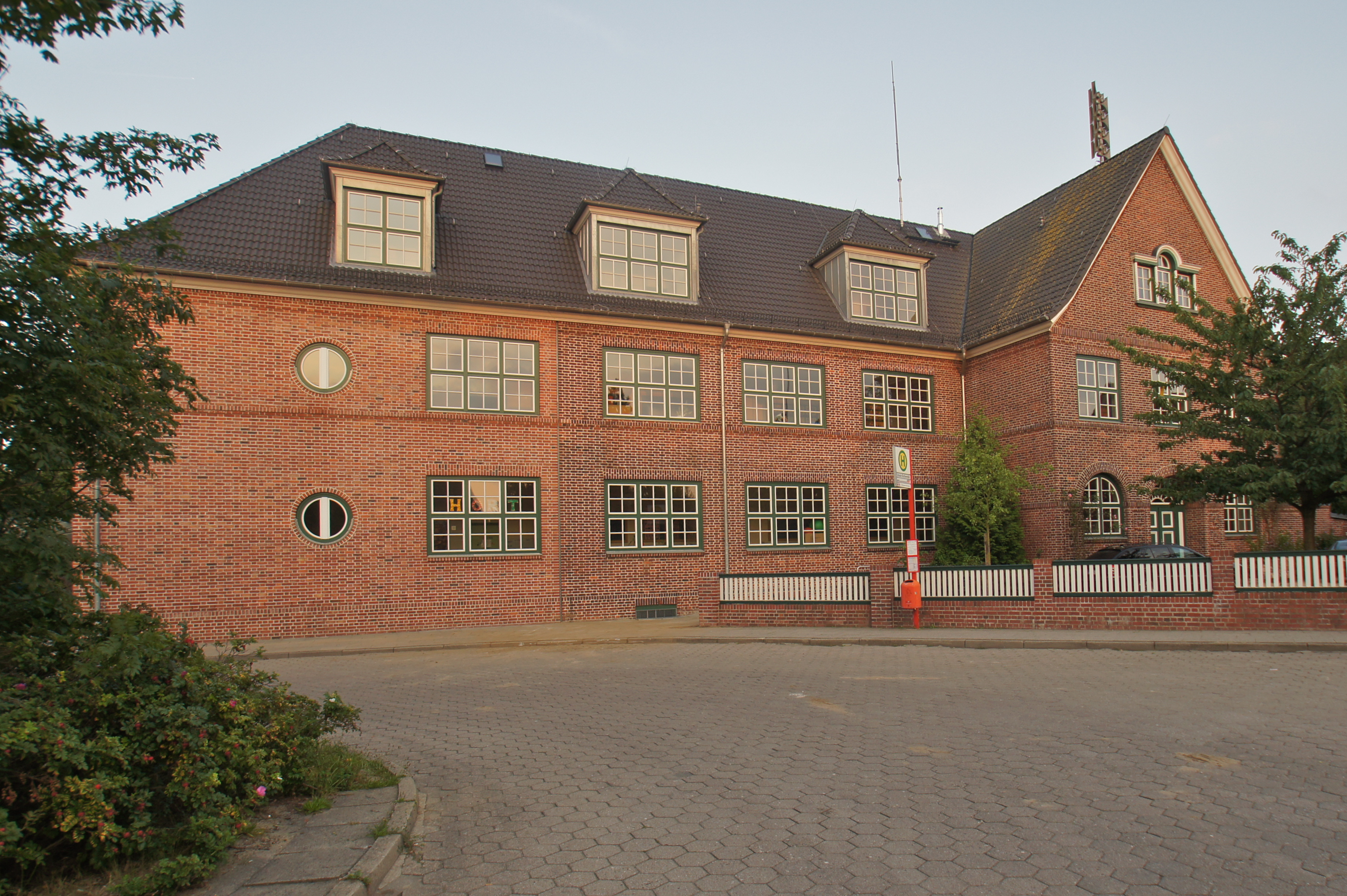
L'escola municipal
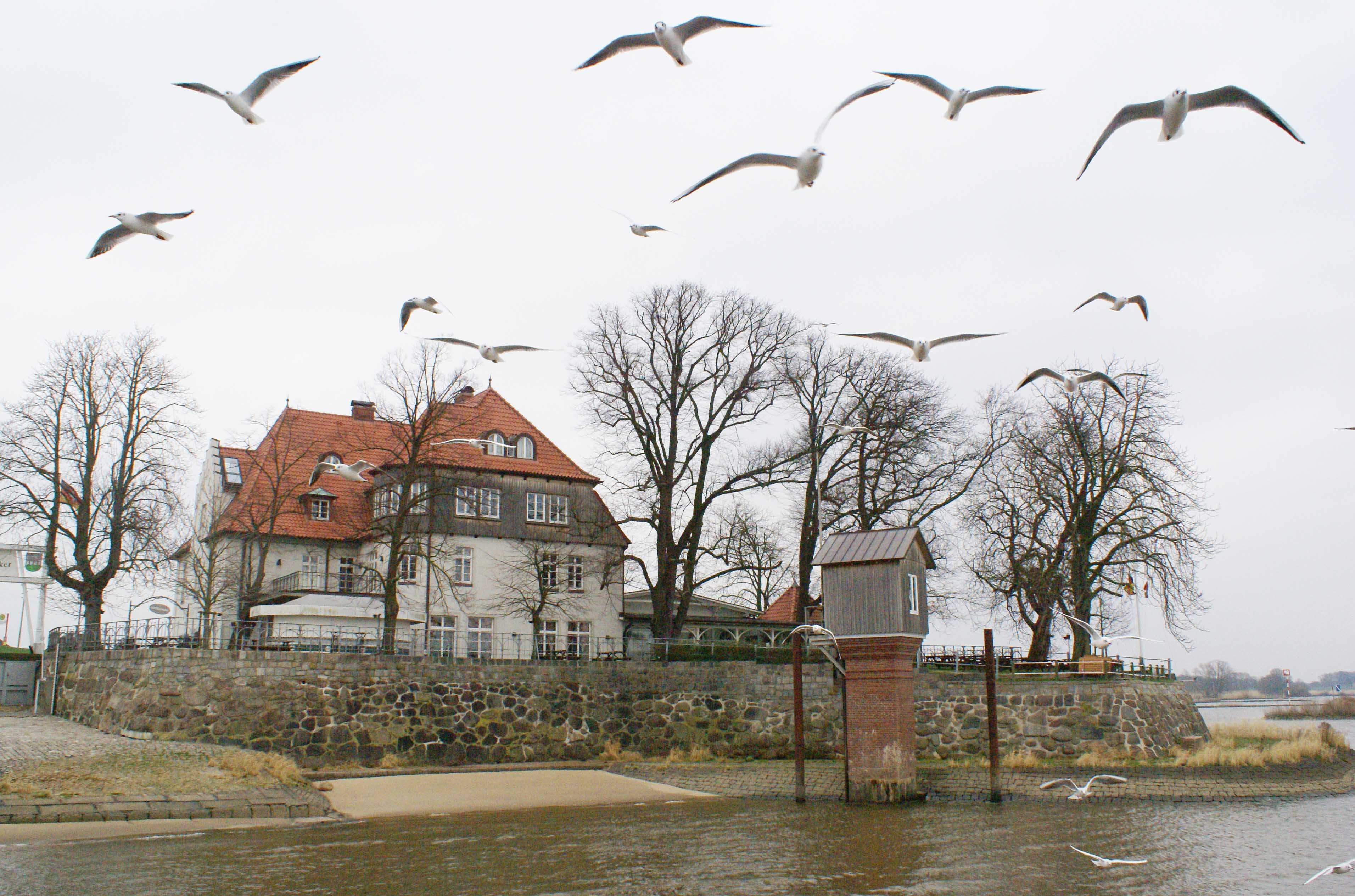
La casa del bac a Zollenspieker